# Драгомірна
Драгомірна (рум. Dragomirna) — село у повіті Сучава в Румунії. Входить до складу комуни Мітоку-Драгомірней.
Село розташоване на відстані 369 км на північ від Бухареста, 12 км на північ від Сучави, 122 км на північний захід від Ясс.

## Населення
За даними перепису населення 2002 року у селі проживали 170 осіб, усі — румуни. Усі жителі села рідною мовою назвали румунську.